# トリデカナール
トリデカナール（英: Tridecanal）は、脂肪族アルデヒドの一種である。無色ないし薄い黄色の液体で、脂肪臭、シトラスやグレープフルーツの花のような香気を持つ。天然にはテトラデカナール同様、コリアンダーの精油やキュウリに微量に含まれる。消防法に定める第4類危険物 第3石油類に該当する。

## 用途
ミモザ、ジャスミン、バイオレット、アンバーなどの調合香料、および食品香料として使用される。日本の消防法では危険物第4類第3石油類（非水溶性）に区分される。

## 製法
ドデセンのオキソ反応、またはトリデカノールの脱水素化反応により製造される。